# Simodera
Simodera is een geslacht van rechtvleugeligen uit de familie sabelsprinkhanen (Tettigoniidae). De wetenschappelijke naam van dit geslacht is voor het eerst geldig gepubliceerd in 1891 door Karsch.

## Soorten
Het geslacht Simodera omvat de volgende soorten:
- Simodera acutifolia Brunner von Wattenwyl, 1895
- Simodera halterata Karsch, 1891
- Simodera latifolia Chopard, 1952